# آيليت زورر
آيليت جولاي زورر (28 يونيو 1969) - ممثلة يهودية إسرائيلية لعبت أدوارا مهمة من أبرزها «مآسي نينا»
"Nina’s Tragedies" و«قيامة آدم» "Adam Resurrected"، كما تعد آيليت من أبرز الممثلات الأسرائيليات.

## بدايتها
ولدت وترعرعت في تل ابيب وكان أبوها موظف حكومة كما كانت والدتها مختبئة في دير في ما كان يعرف آنذاك بـ «تشيكوسلوفاكيا» ابان الحرب العالمية الثانية، وبعد نهاية الحرب، اعادت العائلة جمع شملها ورحلت إلى تل أبيب، وبعدما انتهت آيليت من أداء الخدمة الإلزامية في إسرائيل، توجهت إلى الولايات المتحدة إلى ولاية نيويورك حيث تعلمت أصول التمثيل.

## روابط خارجية
- آيليت زورر على موقع IMDb (الإنجليزية)
- آيليت زورر على موقع روتن توميتوز (الإنجليزية)
- آيليت زورر على موقع ألو سيني (الفرنسية)
- آيليت زورر على موقع أول موفي (الإنجليزية)
- آيليت زورر على موقع قاعدة بيانات الأفلام السويدية (السويدية)
- آيليت زورر على موقع قاعدة بيانات الفيلم (الإنجليزية)
- آيليت زورر على موقع كينوبويسك (الروسية)